# Xylopia nitida
Espèce
Statut de conservation UICN

 LC  : Préoccupation mineure
Synonymes
Selon Tropicos (12 février 2023) :
- Xylopia cinerea Sandwith

Selon GBIF (12 février 2023) :
- Unona concolor Willd.
- Unona discolor Steud.
- Uvaria zeylanica Aubl.
- Uvaria zeylanica Aubl. ex Willd.
- Waria zeylanica Aubl.
- Xylopia aromatica Baill.
- Xylopia cinerea Sandwith
- Xylopicrum nitidum (Dunal) Kuntze

Xylopia nitida est une espèce de plantes à fleurs de la famille des Annonaceae. C'est un petit arbre néotropical connu en Guyane sous les noms de Lamoussé blanc (créole), Yãwĩ'ɨsĩ (Wayãpi, Envira-branca (Portugais) et Pendjeku, Weti pendjeku (Aluku). Au Venezuela, on l'appelle Fruta de burro, Fruta de burro montañera.

## Description
Xylopia nitida est un arbre, à contreforts abrupts, atteignant 20-35 m de hauteur pour 25-50 cm de diamètre.
Les jeunes tiges sont densément couvertes de poils blancs, apprimés.
Les feuilles mesurent environ 5-8(-10) × 1,5-2(-3) cm pour les plus grandes, avec un pétiole mesurant 5-6 x 1 mm et le limbe subcoriaces, de forme étroitement elliptique, à apex aigu ou courtement acuminé, de couleur vert argenté au dessus, et densément recouvert de poils soyeux, longs, blancs, apprimés sur la face inférieure, avec des nervures secondaires et tertiaires peu visible.
Les fleurs très parfumées naissent pour la plupart dans des inflorescences de 3-5 fleurs à l'aisselle des feuilles, portées par des pédicelles mesurant 2-5 x 1 mm.
Le calice est de couleur jaune-vert, long de 2-3 mm, faiblement couvert de poils appressés, en forme de coupe, avec les sépales connés.
Les pétales sont linéaires, de couleur blanchâtres à orange-ocre terne (marron foncé sur la face adaxiale) et séreux sur la face abaxiale.
Ceux externes mesurent 15-17(20) x 2 mm, et ceux internes sont légèrement plus petits.
On compte environ 25 carpelles de forme étroitement oblongues, rétrécis, longs de 35-40 mm, sur un stipe mesurant environ 10 × 1 mm, et contenant 4-7 graines vertes devenant rouge foncé.
À maturité, les graines sont de couleur bleu-noir avec un arille bleu-gris,.

## Répartition
On rencontre Xylopia nitida au Venezuela (Delta Amacuro, Bolívar), en Colombie, au Guyana, au Suriname, en Guyane et au Brésil.

## Écologie
Au Venezuela, Xylopia nitida pousse dans les Forêts semi-décidues, sempervirentes de plaine et submontagnardes, autour de 200-700 m d'altitude.
Dans le centre de la Guyane, on rencontre Xylopia nitida dans les forêts de terre ferme de basse altitude, où il fleurit en mai, et fructifie en septembre-novembre.

## Utilisations
En Guyane, certains Wayãpi considèrent l'écorce de Xylopia nitida comme fébrifuge. Les graines de cette espèce étaient employées comme condiment (cf. Aublet, 1775).
Son bois de bonne qualité est souvent utilisé. L'anatomie de son bois a été décrite.

### Chimie
L'huile essentielle des feuilles de Xylopia nitida a été analysée. On y trouve principalement du γ-terpinène (44.1%), du p-cymène (13.7%), de l'α-terpinène (12.6%) et du limonène (11.3%).
Dans les racines de Xylopia nitida, on a isolé des molécules originales dont un diterpène (ent-kaur-16-en-18,19-diol) et un alcaloïde aporphine (5,6,6a,7-tetrahydro-1-methoxy-(6aS)-4H-benzo[de][1,3]benzodioxolo [5,6-g]quinoline), mais aussi du ent-trachylobane, du ent-trachyloban-18,19-diol, de l'acide ent-trachyloban-18-oïque, de l'acide ent-trachyloban-19-oïque, de la (−)-xylopine, du 1-O-ethyl-β-D-glucopyranose et un mélange de β-sitostérol et de stigmastérol.
Xylopia nitida contient des diterpènes.

## Protologues

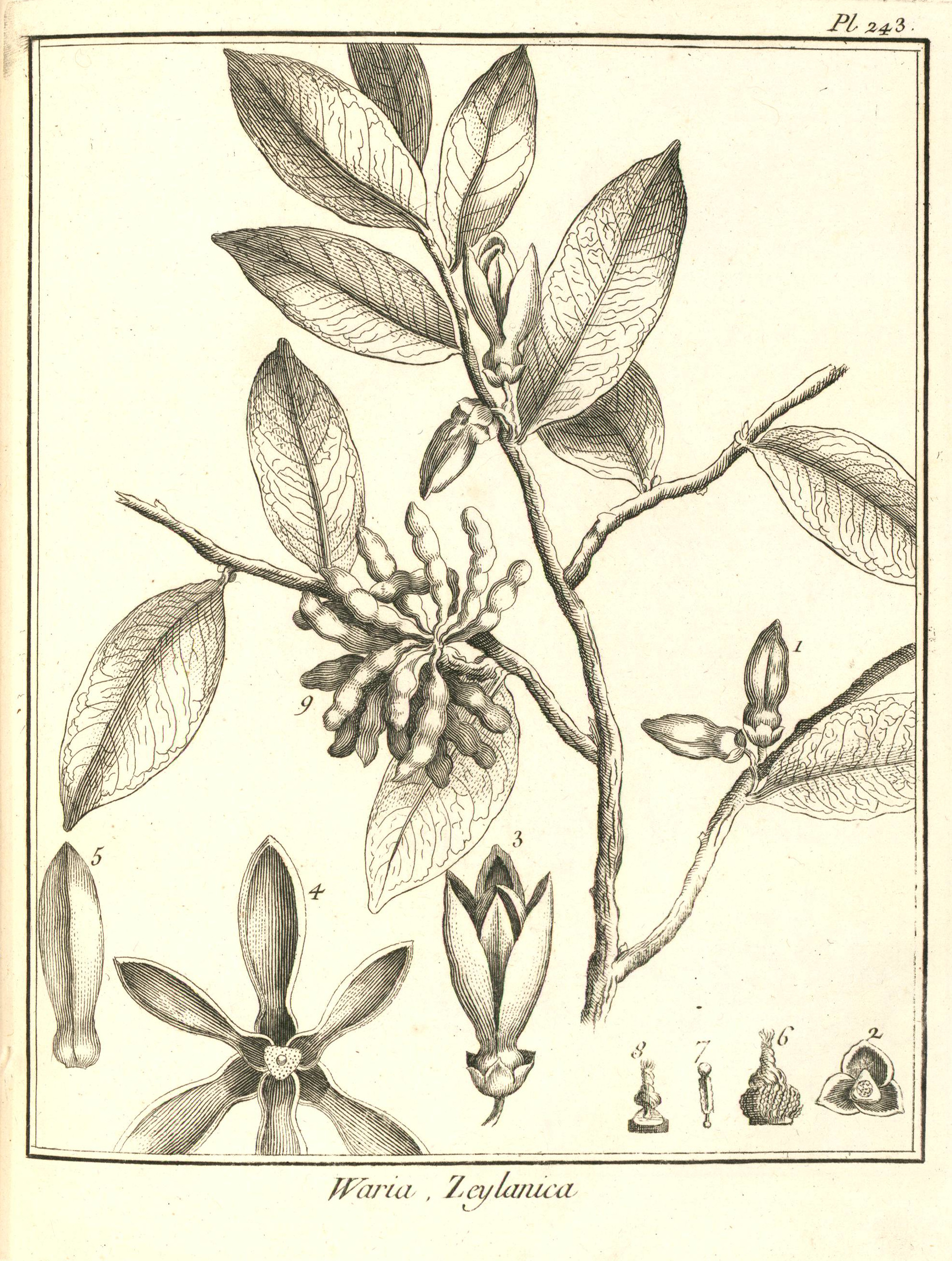
Planche de Waria zeylanica Aubl. (=Xylopia nitida Dunal) (Pl. 243) d'après Aublet, 1775
Explication de la Planche deux cent quarante troisième : 1. Bouton de fleur. - 2. Calice. - 3. Corolle épanouie. - 4. Corolle ouverte. - 5. Pétale ſéparé. - 6. Étamines. Piſtil. - 7. Étamine ſéparée. - 8. réceptacle. Ovaires. - 9. Grouppe de baies attachées au réceptacle.

En 1775, le botaniste Aublet décrit cette plante pour la première fois et propose la diagnose suivante :

« WARIA (Zeylanica) foliis integerrimis. Lin. Spec. 756. 

Waria. Fl. Zeyl. 224. 

Funis muſarius. RUMPH. Amb. t.5.p.78.t.42. 

NARUM-PANEL. RHEED. Mal.2.p.11.t.9. RAY. Hiſt. 1636. 

Conferatur Canangæ. RUMPH. Amb. 2. t. 65 & 66. f.2. 

Acacia procera, non aculeata, flore albo, ſiliquis teretibus, piperatis, racematim congeſtis. BARR. Franc. Æquin. 

Piper Æthiop. MATH. 

BOIS D'ÉCORCE, POIVRE d'ÆTHIOPIE. BARR. Fr. Æquinox. 
Arbor trunco viginti-pedali, & ampliùs, in ſummitate ramoſo ; Kamis hinc & indè ſparſis ; ramulis folioſis. Folia alterna, ovata, acuta, glabra, integerrima, ſubſeſſilia. Flores ſolitarii autbini, axillares. 

Folia & lignum odorem aromaticum exhalant. Fructus eſt ſaporis acris & aromatici. Nigritæ loco piperis utuntur in obſonis. 

Florebat, fructumque ferebat Aprili. 

Habitat in ſylvis Timoutou. 

Nomen Gallicum POIVRE DES NÈGRES. 
[…]
LA MANIGUETTE.
Le tronc de cet arbre s'élève à vingt pieds & plus, ſur environ un pied de diamètre. Son écorce eſt cendrée. Son bois eſt blanc & peu compacte. Il pouſſe à ſon ſommet des branches longues, droites, chargées de quelques rameaux longs & flexibles. Les branches & les rameaux ſont garnis de feuilles ſeſſiles, alternes, vertes, liſſes, entières, ovales, terminées par une pointe mouſſe ; les plus grandes ont cinq pouces de longueur, ſur un & demi de largeur. 

Les fleurs naiſſent ſolitaires, ou deux enſemble à l'aiſſelle des feuilles. Leur pédoncule eſt long de quatre lignes. 

Le calice de la fleur eſt d'une ſeule pièce en forme de coupe, dont le bord eſt diviſé en trois larges dentelures aiguës. 

La corolle eſt à ſix pétales oblongs, ovales & aigus. Ils ont chacun un onglet large & concave. Les extérieurs ſont fermés, épais, couverts en deſſous, d'un duvet cendré ; en dedans ils ſont liſſes & violets. Les trois intérieurs placés deſſus & entre les extérieurs, ſont moins grands, moins larges, & de couleur violette obſcure. Tous ces pétales ſont attachés par leurs onglets au deſſous des étamines. 

Les étamines ſont en très grand nombre, & couvrent le ſupport du piſtil. Leur filet eſt très court. Les anthères ſont longues, à quatre ſillons longitudinaux. Elles ſont à deux bourſes qui s'ouvrent en deux valves. Leur extrémité ſupérieure eſt mouſſe & un peu charnue. 

Le piſtil eſt compoſé de pluſieurs ovaires preſſés les uns contre les autres, attachés ſur un réceptacle commun, à trois angles. Ces ovaires ſont grêles, cylindriques, terminés par un stigmate aigu. 

Les ovaires deviennent autant de capſules comme noueuſes, cylindriques & rouſſâtres. Leur longueur eſt d'un pouce & plus. Elles ont a une de leurs faces une côte ou rainure qui règne dans toute leur longueur. Leur nombre varie ; j'en ai compté douze, vingt & plus, attachées a un même réceptacle. Je ne les ai pas vu s'ouvrir. Elles contiennent depuis une juſqu'à ſix graines placées les unes ſur les autres, & attachées à un placenta intérieur qui répond a la rainure extérieure. 

Les fruits de cet arbre ſont piquants, aromatiques, & employés par les Nègres au défaut d'autre épicerie. Ils ſont connus ſous les noms de POIVRE DES NÈGRES ou POIVRE D’ETHIOPIE. 

J'ai trouvé cet arbre dans les forêts de la Guiane, & ſurtout dans celles de Timoutou. 

II étoit en fleur & en fruit dans le mois d'Avril. 

L'on a groſſi les parties de la fleur.
Cet arbre eſt auſſi naturel à l'Iſle de France ; il y en à deux eſpèces que les Nègres nomment & diſtinguent en BOIS BLANC À GRANDE FEUILLE, & BOIS BLANC À PETITE FEUILLE. 

J'ai obſervé ces deux arbres, en abondance dans les ravines & forêts qui ſont au bas de la montagne qu’on deſcend pour arriver à la plaine des Hollandois, allant du port Louis au port du ſud-eſt par Moka. »

— Fusée-Aublet, 1775.
En 1817, le botaniste Michel Félix Dunal propose la diagnose suivante pour Xilopia nitida :
« 6. Xylopia nitida. tab. 20.

X. ramis rugosis, foliis oblongo-lanceolatis suprà nitidis, floribus racemosis, raceinis parvis, pedicellis bracteolatis.

Hab. in montibus Orjac propè Cayennam. Martin. 5 (v.s.h.DC.)

Arbor mediocris. Rami rugosi, recti, lignosi. Folia oblongo-elliptica, subtus venosa, pallida, subsericea, pilis minutis adpressis oculo armato visibilibiis, suprà viridia, nitida, glaberrima, marginata, margine interdùm revoluta. Racemi 4-5-flori, parvuli, subcorymbosi. Pedunculi pedicellique fusci, bracteolis subrotundis amplexi. Calyx urceolatus, subinteger, coriaceus, fuscus. Corolla oblongo-linearis, triangularis. Petala acuta, clausa, basi genitalia legentia. Fructus ignotus. Confert Unona xylopioides.

[branches rugueuses, feuilles oblongues-lancéolées au-dessus des nitides, fleurs groupées, petites grappes, pédicelles bractéolés.
Rencontré dans les monts d'Oyack à proximité de Cayenne. "Martin". 5 (v.s.h.DC.)
Arbre moyen à Branches ridées, droites, ligneuses. Les feuilles sont oblongues-elliptiques, nervurées en dessous, pâles, sub-soyeuses, avec des poils minuscules visibles à l'œil nu, vertes dessus, brillantes, glabres, marginées, à marges parfois enroulées. Racèmes à 4-5 petites fleurs, sub-corymbeuses. J'embrassai les pédoncules et les pétioles des bractées brunes subarrondies. Calice urcéolé, subentier, coriace, brun. Corolle oblongue-linéaire, triangulaire. Pétales aigus, fermés, à base reliant androcée/gynécée. Fruits inconnus.] »
— Michel Félix Dunal, 1817.